# Somewhere in California
Somewhere in California è il decimo album in studio del gruppo musicale statunitense Night Ranger, pubblicato il 21 giugno 2011 dalla Frontiers Records.

## Tracce
1. Growin' Up in California – 4:25 (Jack Blades, Will Evankovich)
2. Lay It on Me – 4:36 (Jack Blades, Brad Gillis, Kelly Keagy)
3. Bye Bye Baby (Not Tonight) – 4:34 (Jack Blades, Brad Gillis, Kelly Keagy)
4. Follow Your Heart – 6:45 (Jack Blades, Brad Gillis, Joel Hoekstra, Kelly Keagy)
5. Time of Our Lives – 5:15 (Colin Blades, Jack Blades, Brad Gillis, Kelly Keagy)
6. No Time to Lose – 4:29 (Jack Blades, Brad Gillis, Kelly Keagy)
7. Live for Today – 6:03 (Jack Blades, Brad Gillis, Kelly Keagy)
8. It's Not Over – 4:34 (Jack Blades, Brad Gillis, Kelly Keagy)
9. End of the Day – 4:07 (Jack Blades, Jeff Carlisi, Brad Gillis, Kelly Keagy)
10. Rock n' Roll Tonite – 4:11 (Jack Blades, Brad Gillis, Kelly Keagy)
11. Say It with Love – 5:17 (Jack Blades, Brad Gillis, Joel Hoekstra, Kelly Keagy)

## Formazione
- Jack Blades – voce, basso
- Joel Hoekstra – chitarra
- Brad Gillis – chitarra
- Will Evankovich - chitarra
- Eric Levy – tastiere
- Kelly Keagy – batteria, voce